# Sintez Kazan
Sintez Kazan é um clube de polo aquático da cidade de Kazan, Rússia.

## História
O clube foi fundado em 1976. 

## Títulos
- Liga Russa de Polo aquático
  - 2006-07;